# Rivalità Evert-Navrátilová
Quella tra Chris Evert e Martina Navrátilová è una tra le più famose rivalità della cronaca sportiva. Riguarda la tennista statunitense Chris Evert (nata nel 1954) e la cecoslovacca d'origine (ma statunitense per naturalizzazione) Martina Navrátilová (nata nel 1956) che, tra il 1973 e il 1988, si fronteggiarono per ben 80 volte (record a livello di sport individuali) di cui 60 in un incontro di finale di cui, a propria volta, 14 in un torneo del Grande Slam.

## Aspetti statistici
È considerata una tra le più grandi rivalità dello sport femminile in assoluto.
Il computo finale vede la Navrátilová in vantaggio per 43 incontri a 37; di essi, 17 furono disputati su cemento, con prevalenza della Navratilova per 9 vittorie a 8; la Evert prevalse invece sulla terra rossa, dove incrociò la Navrátilová in 14 occasioni vincendo 11 volte contro 3 (comprese 2 finali su 2 degli Internazionali d'Italia a Roma e 4 finali su 5 agli Open di Francia a Parigi); 16 furono gli incontri sull'erba con prevalenza della Navrátilová che vinse 10 di essi, incluse le 5 finali di Wimbledon disputate contro la Evert; infine, supremazia della Navrátilová anche sulla superficie sintetica dove, in 33 incontri, batté la Evert in 21 occasioni.
Limitatamente ai tornei del Grande Slam, le due tenniste si incontrarono 22 volte con un bilancio finale favorevole per 14-8 alla Navratilova. 14 di queste 22 partite nel Grande Slam si sono disputate in finale (3 agli Australian Open, 4 agli Open di Francia, 5 a Wimbledon e 2 agli US Open), con 10 vittorie totali della Navrátilová; delle 4 vittorie della Evert, 3 sono agli Open di Francia sulla terra battuta e 1, ai tempi in cui il torneo si disputava ancora sull'erba, all'Australian Open.
La rivalità si concluse nel 1989, con il ritiro della Evert.

## Elenco degli incontri

### Generale
Sono compresi nel conteggio gli incontri disputati in qualsiasi torneo.
| Anno | Torneo                                      | Superficie    | Turno                | Vincitrice  | Punteggio        |
| ---- | ------------------------------------------- | ------------- | -------------------- | ----------- | ---------------- |
| 1973 | Akron Indoors                               | Sintetico     | Ottavi di finale     | Evert       | 7–6, 6–3         |
| 1973 | Masters Invitational, Saint Petersburg      | Terra battuta | Semifinale           | Evert       | 7–5, 6–3         |
| 1973 | Virginia Slims, San Francisco               | Sintetico     | Sedicesimi di finale | Evert       | 6–7, 6–3, 6–1    |
| 1974 | Internazionali d'Italia, Roma               | Terra battuta | Finale               | Evert       | 6–3, 6–3         |
| 1975 | Virginia Slims, San Francisco               | Sintetico     | Semifinale           | Evert       | 6–4, 6–3         |
| 1975 | Virginia Slims, Washington                  | Sintetico     | Quarti di finale     | Navrátilová | 3–6, 6–4, 7–6(4) |
| 1975 | Virginia Slims, Akron                       | Sintetico     | Quarti di finale     | Evert       | 6–3, 6–1         |
| 1975 | Virginia Slims, Chicago                     | Sintetico     | Semifinale           | Navrátilová | 6–4, 6–0         |
| 1975 | Virginia Slims, Filadelfia                  | Sintetico     | Semifinale           | Evert       | 7–6, 6–4         |
| 1975 | Virginia Slims, Los Angeles                 | Sintetico     | Finale               | Evert       | 6–4, 6–2         |
| 1975 | Family Circle Cup, Amelia Island            | Terra battuta | Finale               | Evert       | 7–5, 6–4         |
| 1975 | Internazionali d'Italia, Roma               | Terra battuta | Finale               | Evert       | 6–1, 6–0         |
| 1975 | Open di Francia, Parigi                     | Terra battuta | Finale               | Evert       | 2–6, 6–2, 6–1    |
| 1975 | US Open, New York                           | Terra battuta | Semifinale           | Evert       | 6–4, 6–4         |
| 1975 | Little Mo Classic, Atlanta                  | Cemento (I)   | Finale               | Evert       | 2–6, 6–2, 6–0    |
| 1976 | Eggs World Series, Austin                   | Cemento       | Semifinale           | Evert       | 6–0, 6–3         |
| 1976 | Virginia Slims, Houston                     | Sintetico (I) | Finale               | Navrátilová | 6–3, 6–4         |
| 1976 | Torneo di Wimbledon                         | Erba          | Semifinale           | Evert       | 6–3, 6–0         |
| 1977 | Virginia Slims, Washington                  | Sintetico     | Finale               | Navrátilová | 6–2, 6–3         |
| 1977 | Virginia Slims, Seattle                     | Sintetico     | Finale               | Evert       | 6–2, 6–4         |
| 1977 | Virginia Slims, Los Angeles                 | Sintetico     | Finale               | Evert       | 6–2, 2–6, 6–1    |
| 1977 | Filadelfia                                  | Sintetico     | Finale               | Evert       | 6–4, 4–6, 6–3    |
| 1977 | Tucson                                      | Cemento (I)   | Finale               | Evert       | 6–3, 7–6         |
| 1977 | Palm Springs                                | Cemento       | Finale               | Evert       | 6–4, 6–1         |
| 1978 | Tokyo                                       | Erba          | Finale               | Evert       | 7–5, 6–2         |
| 1978 | Eastbourne                                  | Erba          | Finale               | Navrátilová | 6–4, 4–6, 9–7    |
| 1978 | Torneo di Wimbledon                         | Erba          | Finale               | Navrátilová | 2–6, 6–4, 7–5    |
| 1978 | Atlanta                                     | Sintetico     | Finale               | Evert       | 7–6, 0–6, 6–3    |
| 1978 | Palm Springs                                | Cemento       | Finale               | Evert       | 6–3, 6–3         |
| 1979 | Avon Championships of California, Oakland   | Sintetico     | Finale               | Navrátilová | 7–5, 7–5         |
| 1979 | Avon Championships, Los Angeles             | Sintetico     | Finale               | Evert       | 6–3, 6–4         |
| 1979 | Dallas                                      | Sintetico     | Finale               | Navrátilová | 6–4, 6–4         |
| 1979 | Eastbourne                                  | Erba          | Finale               | Evert       | 7–5, 5–7, 13–11  |
| 1979 | Torneo di Wimbledon                         | Erba          | Finale               | Navrátilová | 6–4, 6–4         |
| 1979 | Virginia Slims, Phoenix                     | Cemento       | Finale               | Navrátilová | 6–1, 6–3         |
| 1979 | Brighton                                    | Sintetico     | Finale               | Navrátilová | 6–3, 6–3         |
| 1980 | Virginia Slims, Chicago                     | Sintetico     | Finale               | Navrátilová | 6–4, 6–4         |
| 1980 | Torneo di Wimbledon                         | Erba          | Semifinale           | Evert       | 4–6, 6–4, 6–2    |
| 1980 | Brighton                                    | Sintetico     | Finale               | Evert       | 6–4, 5–7, 6–3    |
| 1980 | Lion's Cup, Tokyo                           | Sintetico     | Semifinale           | Navrátilová | 7–6, 6–2         |
| 1981 | Murjani WTA Championships, Amelia Island    | Terra battuta | Finale               | Evert       | 6–0, 6–0         |
| 1981 | US Open, New York                           | Cemento       | Semifinale           | Navrátilová | 7–5, 4–6, 6–4    |
| 1981 | Lion's Cup, Tokyo                           | Sintetico     | Finale               | Navrátilová | 6–3, 6–2         |
| 1981 | Sydney                                      | Erba          | Finale               | Evert       | 6–4, 2–6, 6–1    |
| 1981 | Australian Open, Melbourne                  | Erba          | Finale               | Navrátilová | 6–7, 6–4, 7–5    |
| 1982 | Torneo di Wimbledon                         | Erba          | Finale               | Navrátilová | 6–1, 3–6, 6–2    |
| 1982 | Brighton                                    | Sintetico     | Finale               | Navrátilová | 6–1, 6–4         |
| 1982 | Australian Open, Melbourne                  | Erba          | Finale               | Evert       | 6–3, 2–6, 6–3    |
| 1982 | Toyota Championships, East Rutherford       | Sintetico     | Finale               | Navrátilová | 4–6, 6–1, 6–2    |
| 1983 | Virginia Slims, Dallas                      | Sintetico     | Finale               | Navrátilová | 6–4, 6–0         |
| 1983 | Virginia Slims, New York                    | Sintetico     | Finale               | Navrátilová | 6–2, 6–0         |
| 1983 | Virginia Slims, Los Angeles                 | Cemento       | Finale               | Navrátilová | 6–1, 6–3         |
| 1983 | Canadian Open, Toronto                      | Cemento       | Finale               | Navrátilová | 6–4, 4–6, 6–1    |
| 1983 | US Open, New York                           | Cemento       | Finale               | Navrátilová | 6–1, 6–3         |
| 1983 | Lion's Cup, Tokyo                           | Cemento       | Finale               | Navrátilová | 6–2, 6–2         |
| 1984 | US Indoor Championships, Livingston         | Sintetico     | Finale               | Navrátilová | 6–2, 7–6(4)      |
| 1984 | Virginia Slims, New York                    | Sintetico     | Finale               | Navrátilová | 6–3, 6–1         |
| 1984 | NutraSweet WTA Championships, Amelia Island | Terra battuta | Finale               | Navrátilová | 6–2, 6–0         |
| 1984 | Open di Francia, Parigi                     | Terra battuta | Finale               | Navrátilová | 6–3, 6–1         |
| 1984 | Torneo di Wimbledon                         | Erba          | Finale               | Navrátilová | 7–6(5), 6–2      |
| 1984 | US Open, New York                           | Cemento       | Finale               | Navrátilová | 4–6, 6–4, 6–4    |
| 1985 | Virginia Slims of Florida                   | Cemento       | Finale               | Evert       | 6–2, 6–4         |
| 1985 | Lipton Championship, Key Biscayne           | Cemento       | Finale               | Navrátilová | 6–2, 6–4         |
| 1985 | Virginia Slims, Dallas                      | Sintetico     | Finale               | Navrátilová | 6–3 6–4          |
| 1985 | Open di Francia, Parigi                     | Terra battuta | Finale               | Evert       | 6–3, 6–7(4), 7–5 |
| 1985 | Torneo di Wimbledon                         | Erba          | Finale               | Navrátilová | 4–6, 6–3, 6–2    |
| 1985 | Australian Open, Melbourne                  | Erba          | Finale               | Navrátilová | 6–2, 4–6, 6–2    |
| 1986 | Virginia Slims, Dallas                      | Sintetico     | Finale               | Navrátilová | 6–2, 6–1         |
| 1986 | Open di Francia, Parigi                     | Terra battuta | Finale               | Evert       | 2–6, 6–3, 6–3    |
| 1986 | Virginia Slims, Los Angeles                 | Cemento       | Finale               | Navrátilová | 7–6(5), 6–3      |
| 1987 | Virginia Slims, Houston                     | Terra battuta | Finale               | Evert       | 3–6, 6–1, 7–6(4) |
| 1987 | Open di Francia, Parigi                     | Terra battuta | Semifinale           | Navrátilová | 6–2, 6–2         |
| 1987 | Torneo di Wimbledon                         | Erba          | Semifinale           | Navrátilová | 6–2, 5–7, 6–4    |
| 1987 | Virginia Slims, Los Angeles                 | Cemento       | Semifinale           | Evert       | 6–2, 6–1         |
| 1987 | Porsche Tennis Grand Prix, Filderstadt      | Sintetico     | Finale               | Navrátilová | 7–5, 6–1         |
| 1988 | Australian Open, Melbourne                  | Cemento       | Semifinale           | Evert       | 6–2, 7–5         |
| 1988 | Virginia Slims, Houston                     | Terra battuta | Finale               | Evert       | 6–0, 6–4         |
| 1988 | Torneo di Wimbledon                         | Erba          | Semifinale           | Navrátilová | 6–1, 4–6, 7–5    |
| 1988 | Porsche Tennis Grand Prix, Filderstadt      | Sintetico     | Finale               | Navrátilová | 6–2, 6–3         |
| 1988 | Virginia Slims, Chicago                     | Sintetico     | Finale               | Navrátilová | 6–2, 6–2         |

| Legenda            |
| ------------------ |
| Grande Slam        |
| Tour Championships |
| Tier I             |
| Tier II/III        |
| Tier IV/V          |
| Grand Slam Cup     |

### Finali dei tornei del Grande Slam
| Torneo              | 1975 | 1976 | 1977 | 1978 | 1979 | 1980 | 1981 | 1982 | 1983 | 1984 | 1985 | 1986 |
| ------------------- | ---- | ---- | ---- | ---- | ---- | ---- | ---- | ---- | ---- | ---- | ---- | ---- |
| Australian Open     |      |      |      |      |      |      | N    | E    |      |      | N    |      |
| Open di Francia     | E    |      |      |      |      |      |      |      |      | N    | E    | E    |
| Torneo di Wimbledon |      |      |      | N    | N    |      |      | N    |      | N    | N    |      |
| US Open             |      |      |      |      |      |      |      |      | N    | N    |      |      |